# Walter Heras Segarra
Walter Jehová Heras Segarra OFM (Bulán, 4 de abril de 1964) es un sacerdote, profesor, filósofo, teólogo y obispo ecuatoriano que actualmente se desempeña como 12.º Obispo de Loja.

## Biografía
Walter Jehová nació el día 4 de abril de 1964, en el parroquia de Bulán, del cantón ecuatoriano de Paute.
Realizó su formación primaria en Azogues, y la secundaria en el Seminario Menor de los Franciscanos.
Realizó sus estudios superiores de Filosofía y Psicopedagogía en la Universidad Politécnica Salesiana y Teología en la Pontificia Universidad Católica del Ecuador.
Tras realizar estudios en la Pontificia Universidad Antonianum (1994-1997), obtuvo la licenciatura en Espiritualidad Franciscana.

### Vida religiosa
El 4 de septiembre de 1983, fue admitido al Noviciado de los Frailes Menores, vistiendo así el hábito franciscano. 
El 25 de agosto de 1984 hizo su profesión religiosa temporal. Realizó la profesión solemne el 22 de septiembre de 1990. 
Su ordenación sacerdotal fue el 15 de agosto de 1992.
Como sacerdote desempeñó los siguientes ministerios:
- Vice maestro de los profesos temporales; vicerrector, profesor de Religión y secretario provincial del Colegio San Andrés de Quito (1991-1994).
- Maestro de los Profesos Temporales y animador Vocacional (1997-2000).
- Definidor provincial, secretario provincial para la formación y los estudios, ecónomo y secretario de la Facultad de Filosofía y Teología Franciscana "Cardenal Bernardino Echeverría" de Quito (1997 – 2003).
- Profesor de Espiritualidad franciscana y vicedecano de la Facultad de Filosofía y Teología "Cardenal Bernardino Echeverría" de Quito (1998).
- Vicario provincial (2000-2003).
- Presidente de la "Conferencia Bolivariana Franciscana" (2003-2006).
- Ministro provincial (2003-2009).

Asimismo, ha desempeñado las siguientes responsabilidades:
- Director del Centro de Estudios Franciscanos del Ecuador.
- Presidente de la Familia Franciscana Ecuatoriana.
- Vicepresidente de la Conferencia Ecuatoriana de los Religiosos, desde 2005.[3]

## Episcopado

### Vicario apostólico de Zamora
El 25 de marzo de 2009, el papa Benedicto XVI lo nombró obispo titular de Vazari y vicario apostólico de Zamora. Fue consagrado el 21 de mayo del mismo año, a manos del arzobispo Giacomo Ottonello. Tomó posesión canónica el mismo día de su ordenación.

### Obispo de Loja
El 2 de mayo de 2019, el papa Francisco lo nombró administrador apostólico de Loja.
El 31 de octubre de 2019, el papa Francisco lo nombró 12.º obispo de Loja. Tomó posesión canónica el 14 de diciembre del mismo año, durante una ceremonia en la Catedral de Loja.
- Responsable del Ámbito de Comunicación de la CEE.
- Administrador Apostólico de Zamora (2019-2021).
- Presidente de la Comisión de Educación y Cultura en la CEE, desde 2020.